# Рижанска скупштина
Рижанска скупштина или Рижански плацит је сабор који су 804. године сазвали франачки цар Карло Велики и његов син Пипин како би се ријешили спорови међу становништвом Истре изазвани незадовољством Истрана новом влашћу. Рижанска скупштина сазвана је у раздобљу када је Истра прелазила из византијске под франачку власт „на мјесту које се зове Рижана“ (in loco qui dicitur Riziano). Састав и протагонисти скупштине наведени су у документу који је остао након ње — Рижанској листини.
Свештеник Izzo те кнезови (comites) Cadolao и Aio, у име Карла Великог и Пипина, позвали су народ из појединих истарских градова како би их испитали о обичајима који су владали у Истри у вријеме византијске власти, односно о узроцима њихова незадовољства. Представници истарских градова потужили су се на градског патријарха Фортуната, на понашање истарских бискупа, а понајвише на поступке војводе Ивана — франачког управитеља Истре. Њега су оптужили да је градовима и каштелима с претежно романским становништвом укинуо права која су имали у вријеме пријашње власти те да је на њихове земље противправно населио Словене. Спор је ријешен војводиним обећањем да ће Истранима вратити изгубљена права, на што су га обавезали присутни представници Карла Великог.